# River Pool (River Gilpin)
Der River Pool ist ein Fluss in Cumbria, England.
Der Fluss entspringt nördlich des Ortes Crook und fließt in südlicher Richtung an dem Ort Underbarrow in das Lyth Tal, wo er in den River Gilpin mündet.